# Magee
Magee es una ciudad del Condado de Simpson, Misisipi, Estados Unidos. Según el censo de 2000 tenía una población de 4200 habitantes y una densidad de población de 332.3 hab/km².

## Demografía
Según el censo de 2000, había 4.200 personas, 1.573 hogares y 984 familias residiendo en la localidad. La densidad de población era de 332,3 hab./km². Había 1.725 viviendas con una densidad media de 136,5 viviendas/km². El 62,67% de los habitantes eran blancos, el 33,88% afroamericanos, el 0,07% amerindios, el 0,26% asiáticos, el 2,31% de otras razas y el 0,81% pertenecía a dos o más razas. El 3,62% de la población eran hispanos o latinos de cualquier raza.
Según el censo, de los 1.573 hogares en el 29,9% había menores de 18 años, el 39,6% pertenecía a parejas casadas, el 18,8% tenía a una mujer como cabeza de familia, y el 37,4% no eran familias. El 33,4% de los hogares estaba compuesto por un único individuo, y el 14,9% pertenecía a alguien mayor de 65 años viviendo solo. El tamaño promedio de los hogares era de 2,37 personas y el de las familias de 3,02.
La población estaba distribuida en un 27,7% de habitantes menores de 18 años, un 9,9% entre 18 y 24 años, un 26,3% de 25 a 44, un 19,2% de 45 a 64, y un 16,8% de 65 años o mayores. La media de edad era 34 años. Por cada 100 mujeres había 93,5 hombres. Por cada 100 mujeres de 18 años o más, había 83,8 hombres.
Los ingresos medios por hogar en la localidad eran de 20.779 dólares ($), y los ingresos medios por familia eran 24.176 $. Los hombres tenían unos ingresos medios de 23.690 $ frente a los 16.767 $ para las mujeres. La renta per cápita para la ciudad era de 11.257 $. El 28,4% de la población y el 24,6% de las familias estaban por debajo del umbral de pobreza. El 42,9% de los menores de 18 años y el 17,0% de los habitantes de 65 años o más vivían por debajo del umbral de pobreza.

## Geografía
Según la Oficina del Censo de los Estados Unidos, la localidad tiene un área total de 12,6 km², todos ellos correspondientes a tierra firme.